# هورنیا
هورنیا(نام علمی: Huernia) نام یک سرده از زیرخانواده استبرق است.

## نگارخانه

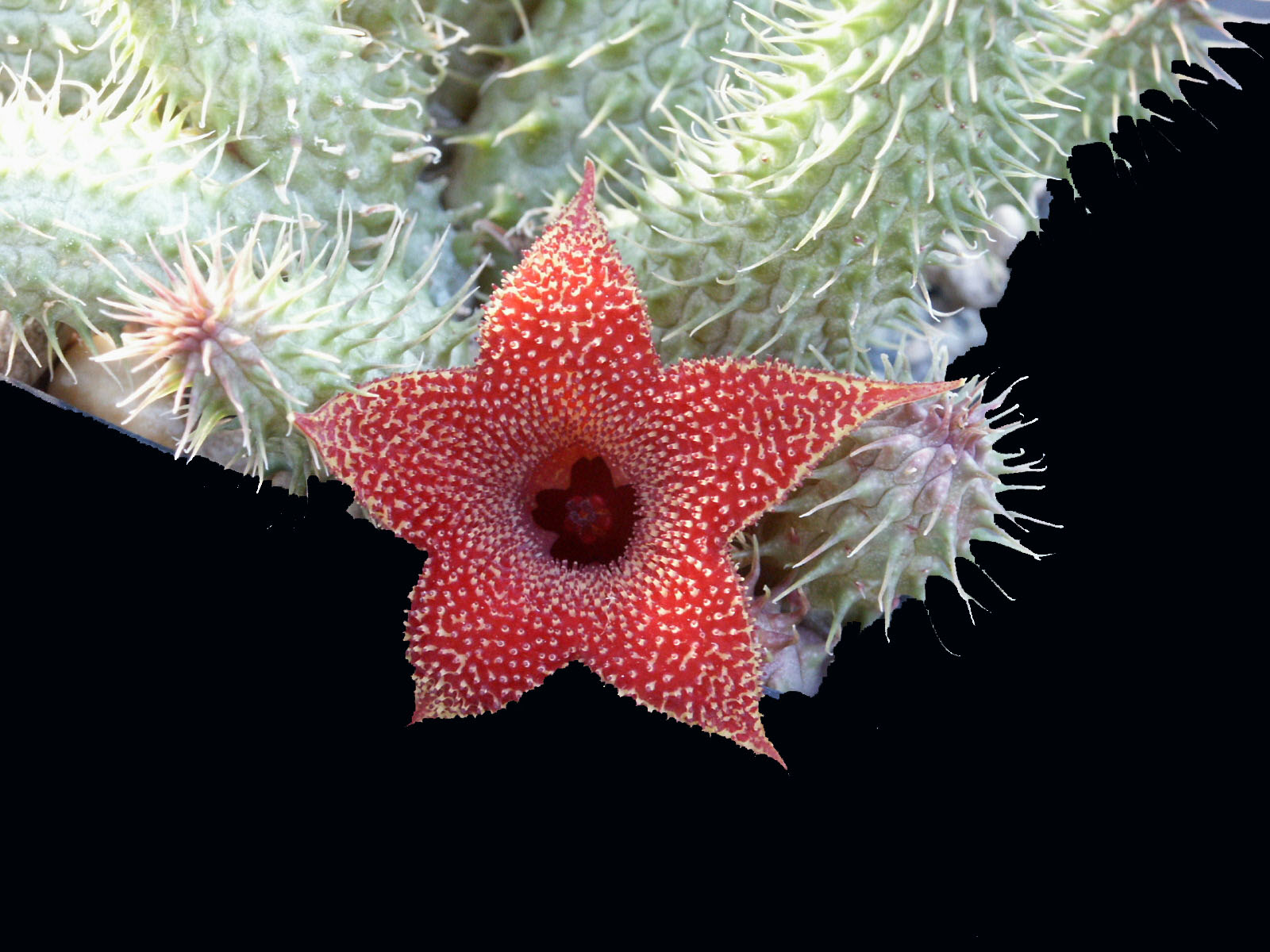
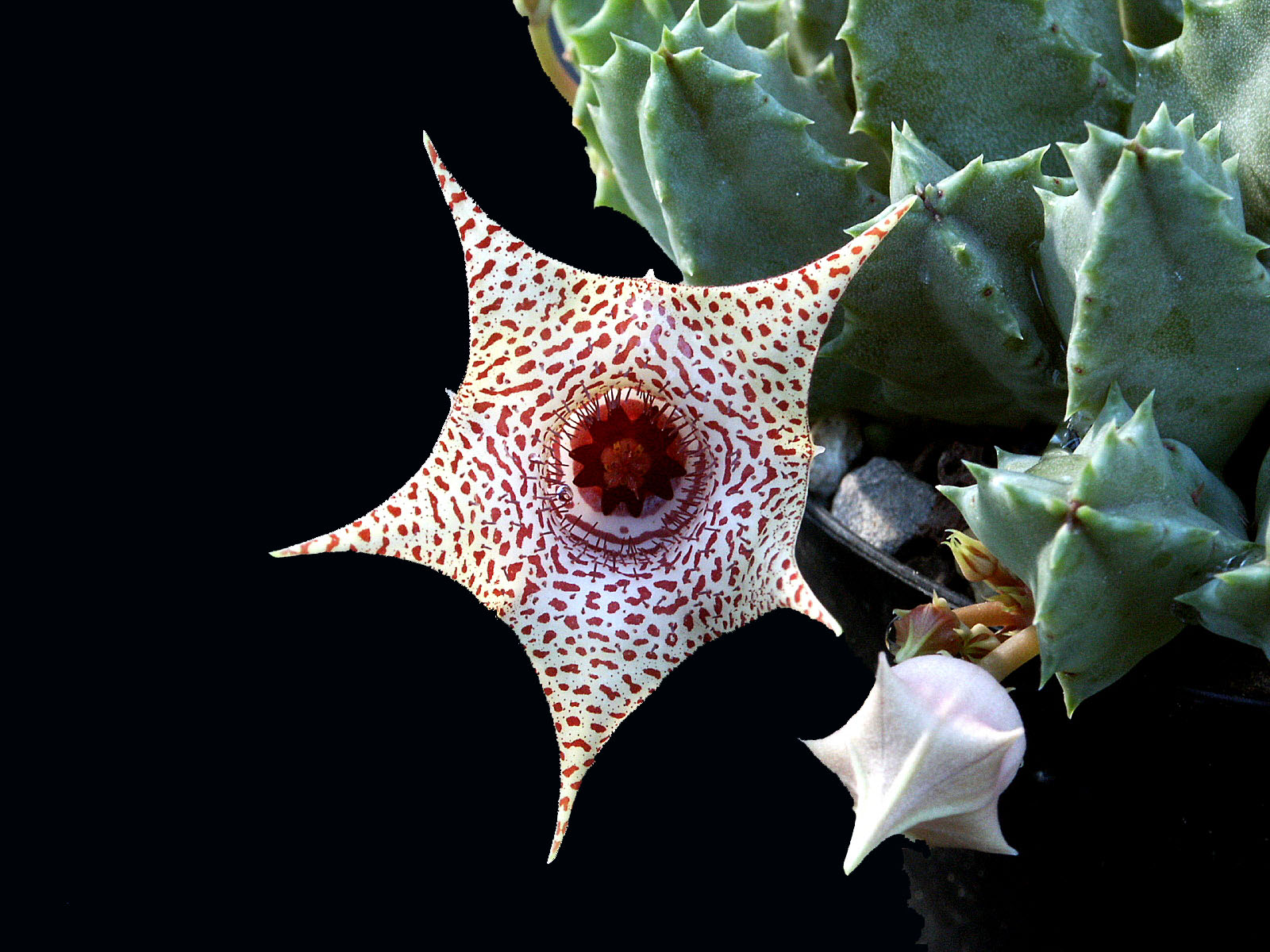
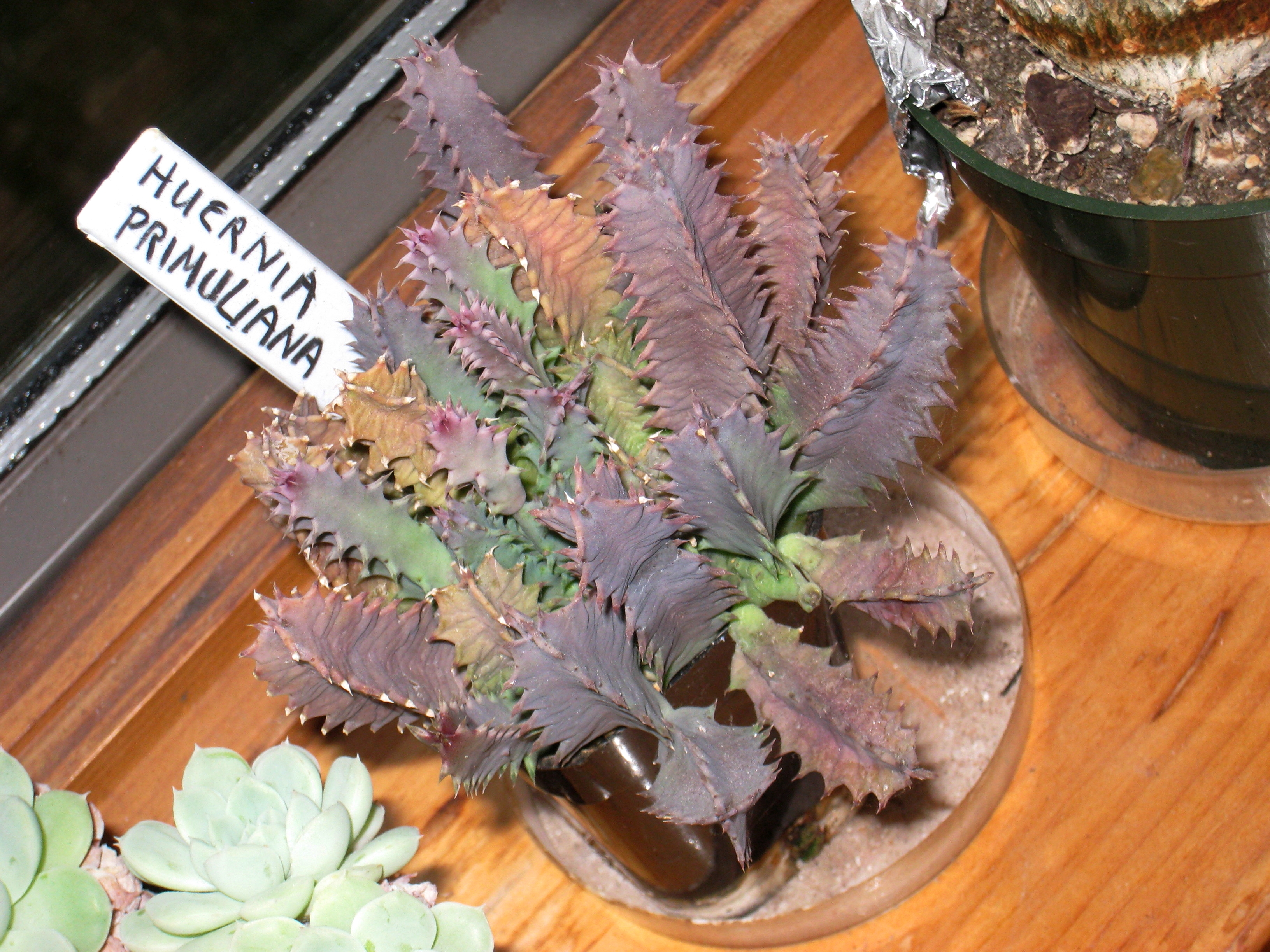
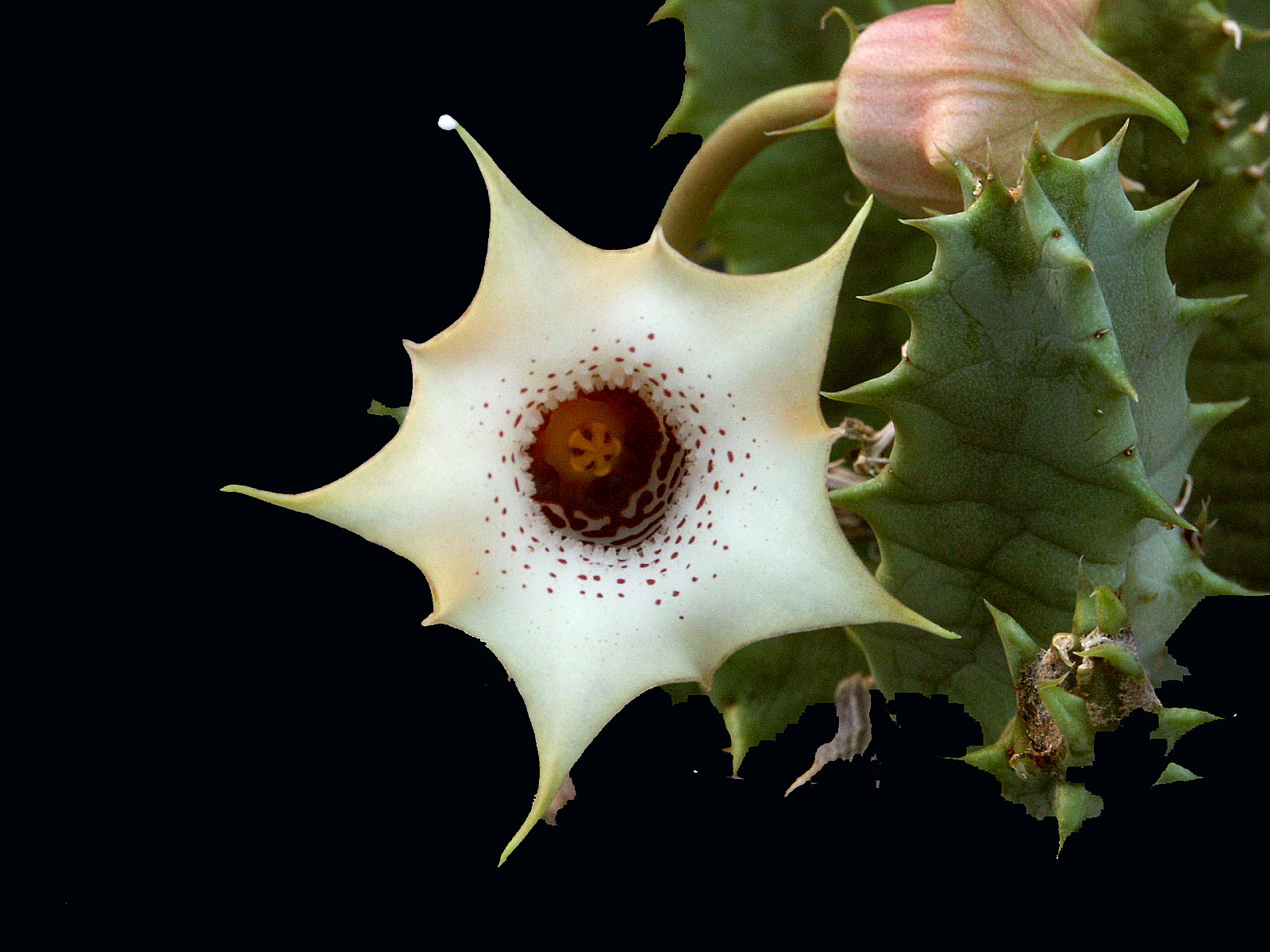
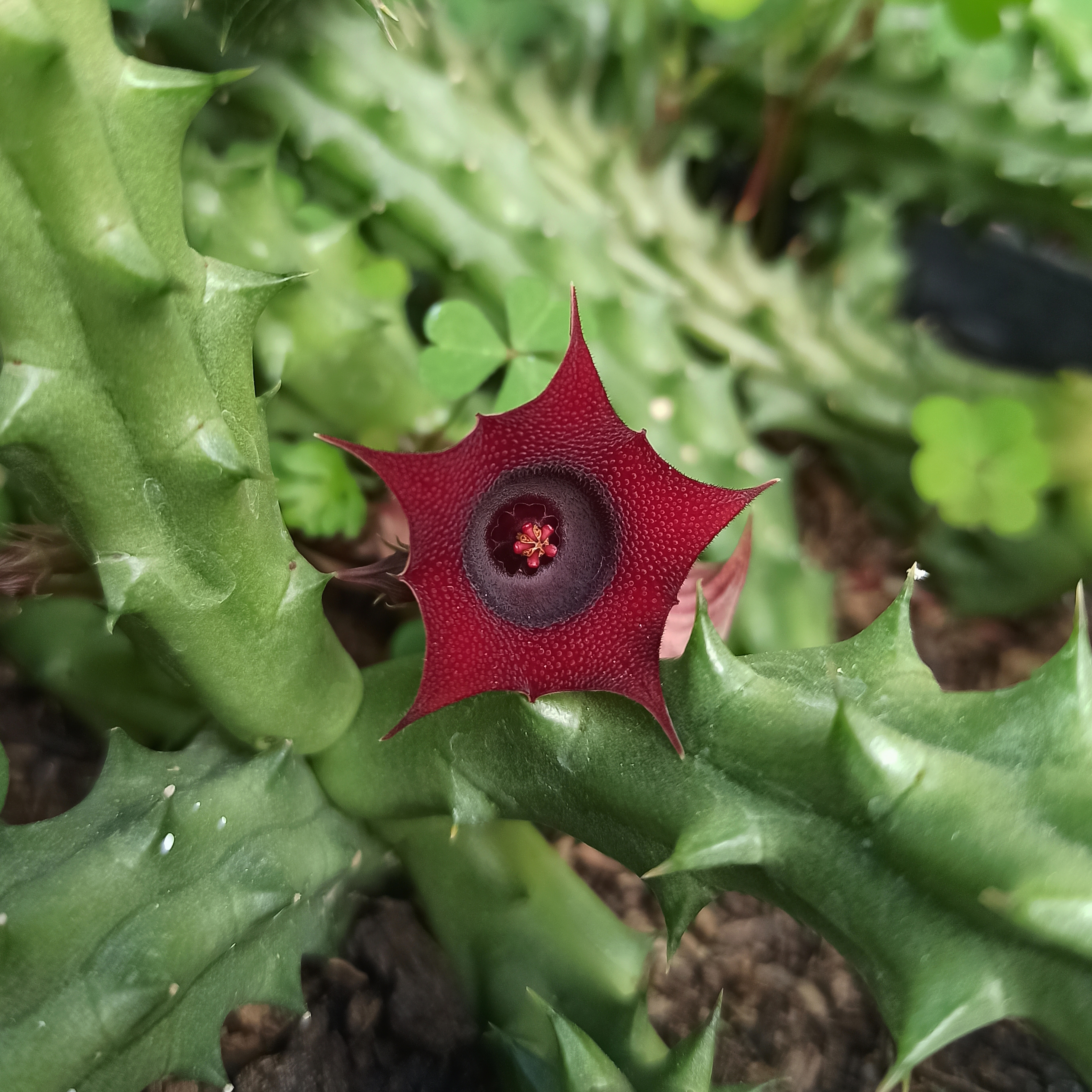
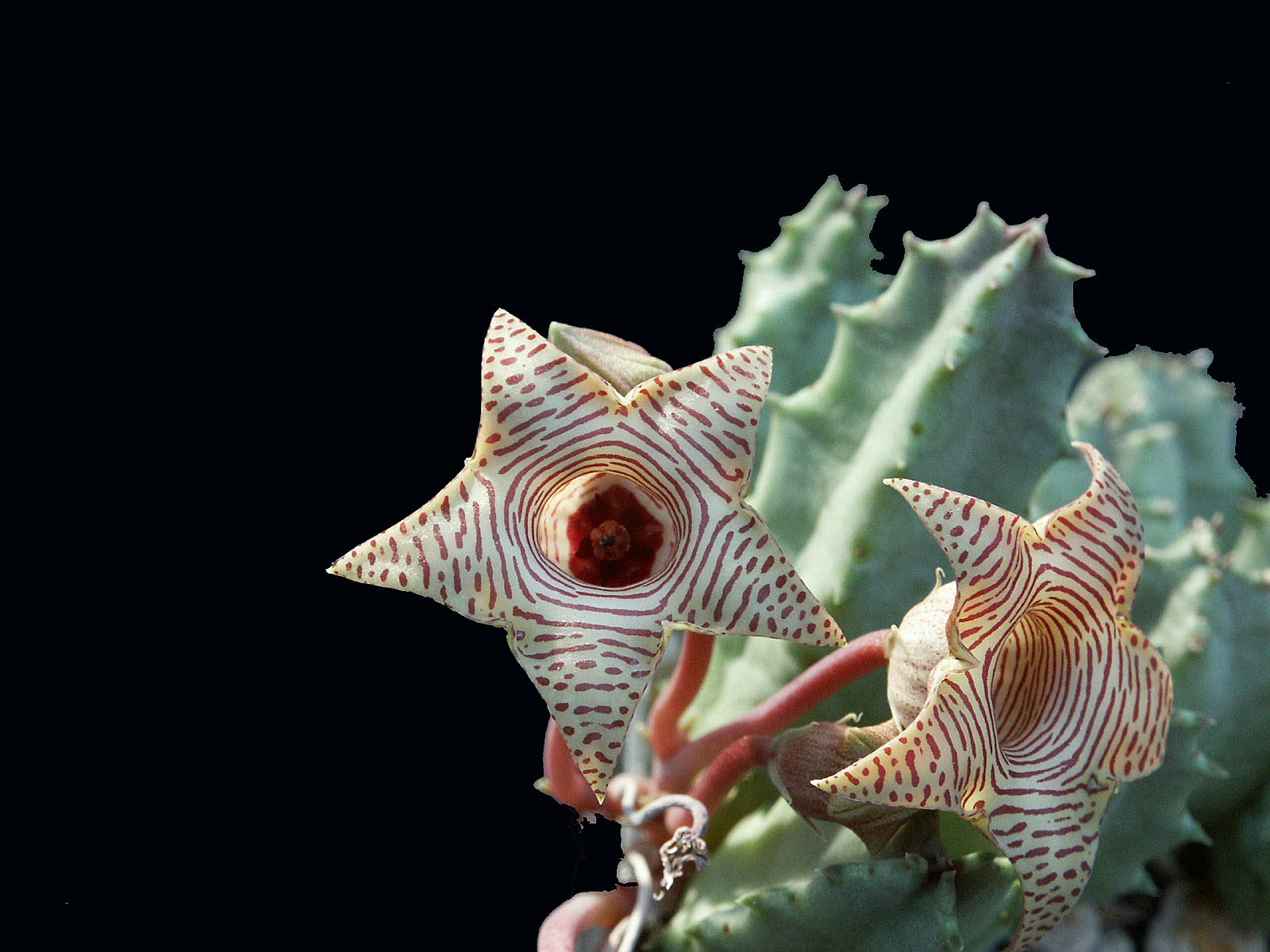
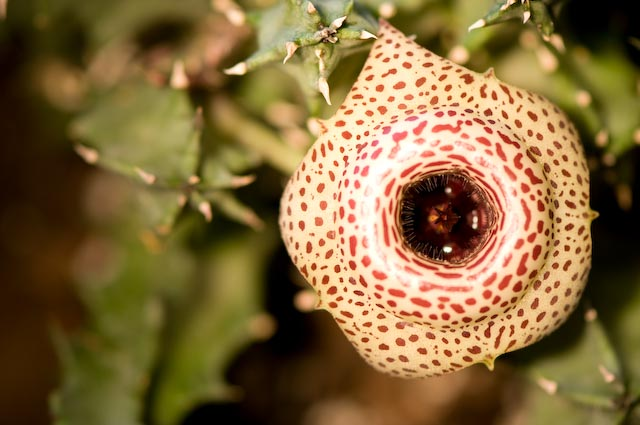